# Erkam Reşmen
Erkam Reşmen (* 29. November 1989 in Antalya) ist ein türkischer Fußballspieler.

## Karriere

### Vereinskarriere
Erkam Reşmen begann mit dem Vereinsfußball in der Jugend von Antalya DSİ Spor und spielte anschließend der Reihe nach für die Jugendmannschaften von Antalyaspor und Beşiktaş Istanbul. 2008 erhielt er bei Beşiktaş einen Profivertrag, wurde aber nach der Teilnahme am Saisonvorbereitungscamp für die Zeit von zwei Spielzeiten an den Drittligisten Çorumspor ausgeliehen. 
Zur Saison 2010/11 kehrte er zu Beşiktaş zurück und wurde hier vom neuen Trainer Bernd Schuster in das Saisonvorbereitungscamp mitgenommen. Am Ende dieses Camps wurde er auf die Liste der Spieler gesetzt die ausgeliehen werden sollten. So lieh man Reşmen für die Dauer einer Saison an den Zweitligisten Gaziantep Büyükşehir Belediyespor aus. 
Im Sommer 2011 löste Reşmen seinen Vertrag mit Beşiktaş auf und wechselte zum Zweitligisten Boluspor. Hier kam er in der Hinrunde als Ergänzungsspieler zu regelmäßigen Einsätzen. Die Rückrunde wurde er auf Wunsch des Trainers an den Drittligisten Konya Şekerspor verliehen.
Die Saison 2012/13 wurde er als Leihspieler an den Ligakonkurrenten Gaziantep Büyükşehir Belediyespor abgegeben. Im Frühjahr 2013 wechselte er endgültig zu Gaziantep BB.
Zur Saison 2016/17 wurde er gemeinsam mit seinen beiden Teamkollegen Umut Sönmez und Ufuk Budak vom Erstligisten Kayserispor verpflichtet. Bereits zur nächsten Rückrunde wechselte er zum Zweitligisten Samsunspor.

### Nationalmannschaft
Reşmen wurde für zwei Begegnungen der türkischen U-19 Jugendnationalmannschaft nominiert und kam einmal zum Einsatz.